# Endeodes collaris
Endeodes collaris är en skalbaggsart som beskrevs av Leconte 1853. Endeodes collaris ingår i släktet Endeodes och familjen borstbaggar. Inga underarter finns listade i Catalogue of Life.